# YTN 뉴스퀘어 4AM
《YTN 뉴스퀘어 4AM》은 대한민국 YTN에서 매일 새벽 3시 50분에 방송되는 YTN의 아침뉴스 프로그램이다.

## 방송 시간
- 현재 방송 시간은 2022년 6월 7일부터 기준으로 한다.

| 방송 채널 | 방송 기간                           | 방송 시간                                                                             |
| --------- | ----------------------------------- | ------------------------------------------------------------------------------------- |
| YTN       | 1995년 3월 1일 ~ 1998년 4월 4일     | 월요일 ~ 토요일 오전 5시 ~ 아침 8시 (3시간)                                           |
| YTN       | 1998년 4월 6일 ~ 1999년 7월 10일    | 월요일 ~ 토요일 오전 6시 ~ 아침 8시 (2시간)                                           |
| YTN       | 1999년 7월 12일 ~ 1999년 9월 4일    | 월요일 ~ 토요일 오전 5시 30분 ~ 아침 8시 (2시간 30분)                                 |
| YTN       | 1999년 9월 6일 ~ 2003년 3월 10일    | 월요일 ~ 토요일 오전 5시 30분 ~ 아침 7시 30분 (2시간)                                 |
| YTN       | 2003년 3월 10일 ~ 2006년 4월 29일   | 월요일 ~ 토요일 오전 5시 ~ 아침 7시 30분 (2시간 30분)                                 |
| YTN       | 2006년 5월 1일 ~ 2006년 10월 29일   | 매일 오전 5시 ~ 아침 7시 30분 (2시간 30분)                                            |
| YTN       | 2006년 10월 30일 ~ 2009년 11월 14일 | 월요일 ~ 토요일 오전 5시 ~ 아침 7시 (2시간)                                           |
| YTN       | 2009년 11월 16일 ~ 2012년 2월 4일   | 평일 오전 5시 ~ 아침 8시 (3시간) 토요일 오전 5시 ~ 아침 7시 (2시간)                   |
| YTN       | 2012년 2월 6일 ~ 2013년 6월 29일    | 월요일 ~ 토요일 오전 5시 ~ 아침 7시 (2시간)                                           |
| YTN       | 2013년 7월 1일 ~ 2014년 10월 26일   | 매일 오전 5시 ~ 아침 7시 (2시간)                                                      |
| YTN       | 2014년 10월 27일 ~ 2017년 1월 29일  | 평일 새벽 4시 30분 ~ 아침 8시 (3시간 30분) 주말 새벽 4시 30분 ~ 아침 7시 (2시간 30분) |
| YTN       | 2017년 1월 30일 ~ 2017년 2월 5일    | 평일 새벽 4시 30분 ~ 아침 6시 (1시간 30분) 주말 새벽 4시 30분 ~ 아침 7시 (2시간 30분) |
| YTN       | 2017년 2월 6일 ~ 2019년 4월 14일    | 매일 새벽 4시 30분 ~ 아침 6시 (1시간 30분)                                            |
| YTN       | 2019년 4월 15일 ~ 2020년 5월 31일   | 평일 새벽 4시 30분 ~ 아침 6시 30분 (2시간) 주말 새벽 4시 30분 ~ 아침 6시 (1시간 30분) |
| YTN       | 2020년 6월 1일 ~ 2021년 7월 11일    | 평일 새벽 4시 20분 ~ 5시 55분 (1시간 35분) 주말 새벽 4시 20분 ~ 5시 40분 (1시간 20분) |
| YTN       | 2021년 7월 12일 ~ 2022년 6월 6일    | 평일 새벽 4시 20분 ~ 5시 20분 (1시간) 주말 새벽 4시 20분 ~ 5시 40분 (1시간 20분)      |
| YTN       | 2022년 6월 7일 ~ 현재               | 매일 새벽 3시 50분 ~ 4시 50분 (1시간)                                                 |

## 앵커
- 이현웅 아나운서 (남) (평일 진행, YTN 뉴스START 1부와 연동)
- 황서연 아나운서 (여)
- 한지원 아나운서 (여)
- 황지연 아나운서 (여)

(이상 0시 50분 ~ 2시 50분 YTN 24와 연동)

## 기상캐스터
- 무작위

## 타이틀 변천사
| 역대 | 타이틀            | 방송 기간                           |
| ---- | ----------------- | ----------------------------------- |
| 1기  | YTN 뉴스출발      | 1995년 3월 1일 ~ 2003년 3월 8일     |
| 2기  | YTN 굿모닝 코리아 | 2003년 3월 10일 ~ 2006년 4월 29일   |
| 3기  | YTN 뉴스출발      | 2006년 5월 1일 ~ 2006년 10월 28일   |
| 4기  | YTN 굿모닝 코리아 | 2006년 10월 30일 ~ 2009년 11월 14일 |
| 5기  | YTN 뉴스출발      | 2009년 11월 16일 ~ 2024년 4월 1일   |
| 6기  | YTN 24            | 2024년 4월 2일 ~ 2024년 4월 30일    |
| 7기  | YTN 뉴스퀘어 4AM  | 2024년 5월 1일 ~ 현재               |

## 편성 변경
- 2025년 5월 14일 ~ 2025년 6월 3일 : 제21대 대통령 선거 기간으로 인해 YTN 24로 임시 편성.